# Ковач, Шарольта
Шарольта Ковач (венг. Kovács Sarolta; род. 12 марта 1991 года) — венгерская спортсменка, выступающая в современном пятиборье. Чемпионка мира в личном и командном зачёте. Участница трёх олимпиад (2012, 2016 и 2020), бронзовый призёр летних Олимпийских игр 2020.

## Карьера
В 2016 году она неожиданно стала победителем чемпионата мира по современному пятиборью в личном зачёте, хотя пропустила большую часть соревновательного сезона из-за травмы. Чемпионат проходил в Москве, где ранее она выиграла серебро чемпионата мира 2011 года.
Она также входила в состав венгерских команд, завоевавших золото на чемпионатах мира в 2016 году с Жофией Фёльдхази и Тамарой Алексеев, а также в 2017 и 2018 годах с теми же подругами по команде и бронзу в 2015 году (снова с Фёльдхази и Алексеев). Она входила в состав венгерских команд, завоевавших золото в женской эстафете на чемпионате мира 2011 года (с Лейлой Денешеи и Адриенн Тот) и серебро в том же соревновании на чемпионате мира 2013 года (с Фёльдхази и Денешеи).
На европейском уровне она выиграла личное серебро в 2017 году и бронзу в 2018 году. В командном зачёте она завоевала золото в женской эстафете в 2011 году (с Тотом и Денешеи), бронзу в смешанной эстафете в 2017 году (с Робертом Каса) и 2018 году (с Бенце Деметером), золото в женском командном зачёте в 2011 (с Тот и Денешеи) и 2018 годах (с Фёльдхази и Алексеев), а также бронзу в том же зачёте в 2012 году (с Тот и Денешеи).
На дебютных для себя летних Олимпийских играх 2012 в Лондоне показала 33-й результат, на Играх 2016 года в Рио-де-Жанейро была 16-й, на Олимпийских играх 2020 в Токио смогла завоевать бронзовую медаль.